# Джонсон, Томас
Томас Джонсон (англ. Thomas Johnson, 1872—1963) — ирландский националист, профсоюзный деятель и лидер Лейбористской партии Ирландии.
Джонсон принял руководство Лейбористской партией, ранее возглавлявшейся Джеймсом Коннолли и Джимом Ларкином, в 1917 году. Был впервые избран в парламент от Дублина в 1922 году, и возглавил в нём фракцию лейбористов. Кроме того он стал официальным лидером парламентской оппозиции, после того как депутаты от оппозиционной части Шинн Фейн отказались признать легитимность избранного парламента. В истории Ирландии Джонсон остался как единственный лидер оппозиции, не представлявший Фианна Файл или Фине Гэл. В 1927 году он проиграл выборы в Дойл (нижнюю палату парламента), но уже в следующем году был избран в Сенат, где и проработал вплоть до его расформирования в 1936 году.
Каждое лето Лейбористская партия проводит «Летнюю школу Тома Джонсона», в рамках которой обсуждаются различные политические проблемы.